# Ali Mahmoud (Radsportler)
Ali Mahmoud (arabisch محمد علي محمود, DMG Muḥammad ʿAlī Maḥmūd; * unbekannt; † unbekannt) war ein ägyptischer Radrennfahrer.

## Sportliche Laufbahn
Mahmoud war im Bahnradsport aktiv und Teilnehmer der Olympischen Sommerspiele 1924 in Paris. Bei den olympischen Wettbewerben im Bahnradsport startete er beim Sieg von Ko Willems im Punktefahren. Er schied im Vorlauf aus. Er war auch für das Straßenrennen gemeldet, trat aber nicht an.  Mit Mahmoud starteten noch Mohamed Madkour und Ahmed Salem Hassan für Ägypten im Radsport bei den Spielen.